# Антонювка (Радомський повіт)
Антонювка (пол. Antoniówka) — село в Польщі, у гміні Єдльня-Летнісько Радомського повіту Мазовецького воєводства.
Населення — 522 особи (2011).

## Демографія
Демографічна структура станом на 31 березня 2011 року:
|          | Загалом | Допрацездатний вік | Працездатний вік | Постпрацездатний вік |
| -------- | ------- | ------------------ | ---------------- | -------------------- |
| Чоловіки | 264     | 65                 | 174              | 25                   |
| Жінки    | 258     | 63                 | 148              | 47                   |
| Разом    | 522     | 128                | 322              | 72                   |